# Alina Willi
Alina Willi (2006) è una sciatrice alpina svizzera.

## Biografia
Sciatrice polivalente attiva dal novembre del 2022, Alina Willi ha esordito in Coppa Europa il 13 dicembre 2024 a Sankt Moritz in discesa libera (24ª); non ha debuttato in Coppa del Mondo e non ha preso parte a rassegne olimpiche o iridate.

## Palmarès

### Coppa Europa
- Miglior piazzamento in classifica generale: 75ª nel 2024

### Campionati svizzeri
- 1 medaglia:
  - 1 bronzo (supergigante nel 2024)